# Theophilus London
Theophilus London (Port of Spain, 23 febbraio 1987) è un rapper statunitense di Brooklyn.

## Biografia
Nato sull'isola Trinidad è stato cresciuto a Brooklyn. In seguito si è trasferito nei sobborghi di Poconos.
Il suo EP di debutto, Lovers Holiday, pubblicato dalla Warner Bros. Records il 7 febbraio 2011, vede la collaborazione di Dave Sitek da TV on the Radio , di Sara Quin da Tegan and Sara, di Glasser e di Solange Knowles. Il suo album di debutto Timez Are Weird These Days, mixato dal produttore Dan Carey, è stato pubblicato dalla Warner Brothers il 19 luglio 2011.
Secondo la critica, il genere di London  "attinge da una vasta gamma di stili, dal soul pop al post punk alla elettronica al contemporary R&B", citando influenze provenienti da Michael Jackson e Prince oltre che dai Kraftwerk e dagli Smiths."

## Discografia

### Mixtapes
- 2008: Jam!
- 2009: This Charming Mixtape
- 2010: I Want You
- 2011: Prince TL

### EP
- 2011: Lovers Holiday

### Album
- 2009: This Charming Mixtape (Non ufficiale)
- 2011: Timez Are Weird These Days
- 2011: Breaking Dawn: Part 1 Soundtrack.
- 2014: Vibes
- 2020: Bebey